# (2580) Smilevskia
(2580) Smilevskia (1977 QP4) – planetoida z pasa głównego asteroid okrążająca Słońce w ciągu 3,23 lat w średniej odległości 2,18 j.a. Odkryta 18 sierpnia 1977 roku.